# Héctor Eandi
Héctor Eandi es un escritor y cuentista argentino. Nació en Vela, pueblo cercano a Tandil provincia de Buenos Aires, el 16 de mayo de 1895 y falleció en Buenos Aires el 18 de mayo de 1965.

## Obras
- Pétalos en el estanque (1924)
- Errantes (1926)
- Hombres capaces (1944) con el cual obtuvo el Primer Premio de la Comisión Nacional de Literatura Regional.

Su correspondencia con el poeta Pablo Neruda fue publicada en 1980 en el libro Pablo Neruda - Héctor Eandi. Correspondencia llevada a cabo durante la génesis de Residencia en la tierra y es fundamental para conocer los datos biográficos de su amigo Pablo Neruda.